# Municipio de Gulich
El municipio de Gulich (en inglés: Gulich Township) es un municipio ubicado en el condado de Clearfield en el estado estadounidense de Pensilvania. En el año 2000 tenía una población de 1.275 habitantes y una densidad poblacional de 24.5 personas por km².

## Geografía
El municipio de Gulich se encuentra ubicado en las coordenadas 40°47′00″N 78°22′28″O / 40.78333, -78.37444.

## Demografía
Según la Oficina del Censo en 2000 los ingresos medios por hogar en la localidad eran de $29,150 y los ingresos medios por familia eran de $36,652. Los hombres tenían unos ingresos medios de $28,333 frente a los $18,125 para las mujeres. La renta per cápita de la localidad era de $14,405. Alrededor del 10,6% de la población estaba por debajo del umbral de pobreza.